# Fujie Eguchi
Fujie Eguchi, född 18 november 1932, död 28 maj 2021, var en japansk bordtennisspelare och världsmästare i singel, mixed dubbel och lag.
Hon spelade sitt första VM 1954 och 1959 - 6 år senare sitt 5:e och sista. 
Under sin karriär tog hon 16 medaljer i bordtennis-VM, 6 guld, 5 silver och 5 brons. 
Det hon är bäst hågkommen för är vinsten över Ann Haydon i VM-finalen i singel 1957. Samma dag vann hon tillsammans med Ichirō Ogimura också över Ann Haydon (som spelade tillsammans med Ivan Andreadis) i finalen i mixed dubbel .

## Halls of Fame
- 1997 valdes hon in i ITTF:s Hall of Fame.[5]

## Meriter
- Bordtennis VM
  - 1954 i London
    - 3:e plats singel
    - 3:e plats dubbel (med Kiiko Watanabe)
    - 3:e plats mixed dubbel med Yoshio Tomita)
    - 1:a plats med det japanska laget

  - 1955 i Utrecht
    - 3:e plats dubbel (med Kiiko Watanabe)
    - kvartsfinal mixed dubbel
    - 2:a plats med det japanska laget

  - 1956 i Tokyo
    - 3:e plats singel
    - 2:a plats dubbel (med Kiiko Watanabe)
    - kvartsfinal mixed dubbel
    - 3:e plats med det japanska laget

  - 1957 i Stockholm
    - 1:a plats singel
    - kvartsfinal dubbel
    - 1:a plats mixed dubbel med Ichirō Ogimura)
    - 1:a plats med det japanska laget

  - 1959 i Dortmund
    - 2:a plats singel
    - 2:a plats dubbel (med Kimiyo Matsuzaki)
    - 1:a plats mixed dubbel med Ichirō Ogimura)
    - 1:a plats med det japanska laget

- Asian Championship TTFA 
  - 1953 i Tokyo
    - 2:a plats dubbel
    - kvartsfinal mixed dubbel

- Asian Games
  - 1958 i Tokyo
    - 3:e plats singel
    - 1:a plats dubbel
    - 1:a plats mixed dubbel
    - 1:a plats med det japanska laget